# جيرزي روبرت نواك
جيرزي روبرت نواك (بالبولندية: Jerzy Robert Nowak)‏ هو مؤرخ العصر الحديث ‏ ومترجم ومؤرخ بولندي، ولد في 8 سبتمبر 1940 في Terespol ‏ في بولندا.